# コンラート (イタリア王)
イタリア王コッラード2世あるいはコンラート（3世）（CorradoⅡ d'Italia,Konrad(Ⅲ), 1074年2月12日 - 1101年7月27日）はローマ教会の皇帝ハインリヒ4世の次男で皇太子としての共同ローマ王（ドイツ王、在位：1087年 - 1098年）、共同イタリア王（在位：1093年 - 1098年）。下ロートリンゲン公（在位：1076年 - 1089年）も兼ねていた。母親はサヴォイア伯オッドーネの娘ベルタ。教皇派に欺かれて父に背き廃位された。

## 生涯
父ハインリヒ4世の長男は早世しており、コンラートは実質的な長子として育ち、1075年末にゴスラーで開かれた宮廷会議において次期国王に定められている。1076年、下ロートリンゲン公ゴットフリート4世が死去した後に、父皇帝より下ロートリンゲン公とされた。1077年1月、父ハインリヒ4世は、聖職叙任権を巡って争ったグレゴリウス7世に破門解除を願うためカノッサ城に赴いたが（「カノッサの屈辱」）、当時2歳のコンラートも母ベルタとともに同行している。1087年5月30日、コンラートはアーヘンにてローマ王として戴冠された。1093年、コンラートは父帝と敵対関係にある教皇側のトスカーナ女伯マティルデからカノッサに招待されたが、その時にマティルデに説得され、コンラートは父皇帝から離反し改革的な教皇ウルバヌス2世側についた。そして同年、モンツァの大聖堂にてミラノ大司教よりイタリア王冠（ロンバルディアの鉄冠）を受けた。皇妃エウプラシアも義子コンラートのいるカノッサ城へと出奔、皇帝に叛いた。しかし、コンラートは皇帝を称したものの、領土も収入も居城もなく、しばらくは各地の領主の城を転々としていたが、ようやくボルゴ・サンドンニーノ城に落ち着いた。1095年4月、教皇ウルバヌス2世がクレモナを訪れた際にはコンラートが出迎えたが、その時、父皇帝も教皇に恭順の意を示し、これに対して教皇は聖職叙任権を皇帝が放棄するかわりに皇帝位のコンラートへの継承を約束した。しかし、1098年、皇帝ハインリヒ4世はマインツで帝国会議を開催し、コンラートのローマ王、イタリア王位を剥奪し、三男ハインリヒ（後のハインリヒ5世）に王位が与えられた。後に、コンラートは父帝に叛いたことを後悔したが、1101年フィレンツェで没した。
1093年に、教皇ウルバヌス2世の仲立ちによりシチリア伯ルッジェーロ1世の娘コンスタンツェと結婚したが、2人の間に子はなかった。